# Превеза (ном)
Пре́веза (греч. Πρέβεζα) — ном в Греции, на юго-западе Эпира. На севере граничит с номами Янина и Теспротия, на востоке — с номом Арта. С запада омывается Ионическим морем и заливом Амвракикос (Αμβρακικός).
Население составляет 59 356 жителей. Столица — Превеза.
В составе нома 8 городов и 1 община.

## Экология
Устья известной по мифологии реки Ахерон, реки Каламос и болото Калодикион образуют Национальный заповедник площадью в 16 тысяч гектаров, часть которого расположена в соседнем номе Теспротия. Заповедник включен в сеть важнейших экологических регионов Европы Natura 2000, в основном из-за обилия видов птиц. Но встречаются здесь и другие редкие виды фауны, такие как бурый медведь.